# IC 927
IC 927 — галактика типу Sa (спіральна галактика) у сузір'ї Діва.
Цей об'єкт міститься в оригінальній редакції індексного каталогу.